# Corte Madama
Corte Madama è una frazione del comune cremonese di Castelleone posta a sudest del centro abitato.

## Storia
La località era un piccolo borgo agricolo di antica origine del Contado di Cremona con 900 abitanti a metà Settecento.
In età napoleonica, dal 1809 al 1816, Corte Madama fu già frazione di Castelleone, recuperando però l'autonomia con la costituzione del Regno Lombardo-Veneto.
All'unità d'Italia nel 1861, il comune contava 793 abitanti.
Nel 1868 il comune di Corte Madama venne aggregato al comune di Castelleone.